# Đào Liên Hoa
Đào Liên Hoa (thế kỷ X) là một vị tướng thời thời Đinh, được biết đến qua thần phả làng Phú Thị, Gia Lâm, Hà Nội. Ông có nhiều công lao giúp Đinh Bộ Lĩnh dẹp 12 sứ quân và được phong làm Tây Vị Đại Vương. Khi làm quan trong triều đình Hoa Lư, ông được cử đi đánh dẹp ở trang Thổ Lỗi và có nhiều đóng góp trong việc gây dựng, lập ra làng Sủi ở Gia Lâm, Hà Nội nên được dân ở đây tôn vinh là thành hoàng làng.

## Tiểu sử
Theo thần phả đình Phú Thị, Đào Liên Hoa quê ở xứ Hà Trung, phủ Thiết Trung, tỉnh Thanh Hoá. Thân phụ ngày danh tính Đào Lam. Thân mẫu họ Nguyễn Thị Huệ. Vì hiếm muộn, hai ông bà đã đến tận đền trên núi ở cửa Thần Phù cầu tự, sinh được ngài đặt tên là Liên Hoa với mong muốn con sẽ để lại tiếng thơm đến muôn đời sau.
Lúc còn nhỏ Đào Liên Hoa tỏ ra rất hiếu học, thức khuya dậy sớm, nổi tiếng là thần đồng xứ Thanh. Phu nhân Nguyễn Thị Huệ mất ớm. Cụ Đào Lam cảnh gà trống nuôi con. Đến năm con trai 15 tuổi, cụ lấy vợ kế, với mong ước có kế phụ, kế mẫu giúp nuôi dạy con trai. Nhưng Đào Liên Hoa từ bé đã vốn cứng cỏi, xin cha cho đi tìm thầy học. Ngài đã đến thôn Hội Phụ, quận Vũ Ninh, phủ Từ Sơn, đạo Bắc Ninh xin học và làm con nuôi Nguyễn Tiên Sinh. Khi được biết ở động Hoa Lư có ông Đinh Bộ Lĩnh khởi nghiệp nêu cao việc lớn dẹp cát cứ 12 sứ quân, gây ra nạn huynh đệ tương tàn, làm suy yếu hồn nước, Đào Liên Hoa đến xin đầu quân. Đinh Bộ Lĩnh thấy Liên Hoa tướng mạo hiên ngang, phúc hậu, cho thử cung, kiếm, quyền cước, binh thư đều giỏi, văn sử làu làu thì rất nể trọng, giao cho làm tướng.
Do có công lao đánh dẹp, khi Đinh Bộ Lĩnh thống nhất giang sơn, xưng đế, liền phong cho bốn vị như sau:
- Đinh Điền làm Nam vị Đại vương
- Nguyễn Bặc làm Đông vị Đại vương
- Đào Liên Hoa làm Tây vị Đại vương
- Lưu Văn Đức làm Bắc vị Đại vương

Vua Đinh Tiên Hoàng đã cử ngài làm chánh sứ, Lưu Văn Đức làm phó sứ sang Trung Quốc. Đào Liên Hoa làm bài thơ dâng lên, vua Tống khen "Nước Nam lắm kẻ anh tài" và thưởng cho rất hậu.
Khi quận Vũ Ninh huyện Đông Ngàn có giặc nổi lên quấy phá, Đào Liên Hoa vân mệnh vua đem quân tiểu trừ. Ngài dựng đài đóng quân ở Trang Thổ Lỗi (nay là làng Sủi). Dẹp yên giặc, Đại vương Đào Liên Hoa dạy dân cày cấy, trồng, xây nhà cửa, gọi dân lưu tán về lập làng, mở mang đất hoang, nối liền các trang ấp, dựng vợ, gả chồng, dân lành được sống yên vui.

## Đền thờ
Đào Liên Hoa tạ thế ngày 25 tháng 12 âm lịch. Ông được triều đình hạ chiếu cho các hạt thuộc ngài cai quản, có nhiều công đức lập đền miếu thờ. Các trang Hội Phụ, trang Thiết Trung, trang Thổ Lỗi đều thờ ngài làm thành hoàng.
Đình làng Phú Thị (tức làng Sủi hay Thổ Lỗi Trang) thờ Tây Vị Đại Vương Tướng quân Đào Liên Hoa làm thành hoàng. Theo thần phả đình thì Tây Vị Đại Vương là một trong bốn vị chủ chốt thời vua khai sáng Đinh Tiên Hoàng. Trải qua 1000 năm Bắc thuộc nước Văn Lang - Âu Lạc thành châu quận của phương Bắc, đến thế kỷ thứ X mới có Khúc Thừa Dụ, Dương Đình Nghệ làm Tiết độ sứ. Chỉ đến thời Đinh Tiên Hoàng Đế mới đặt quốc hiệu Đại Cồ Việt xưng đế ngang hàng với phương Bắc. Tướng quân Đào Liên Hoa là một trong bốn trụ cột quan trọng nhất của nhà Đinh.